# Великая миграция американских негров
Великая миграция афроамериканцев — массовое переселение около 6 миллионов афроамериканцев в США из сельскохозяйственных южных штатов в промышленные города Севера, Северо-Востока и Запада страны, произошедшее с 1910-х по 1970-е годы. Это событие является одним из центральных в истории чернокожего населения США в XX веке. Большинство мигрировавших американцев были родом из штатов Луизиана, Алабама и Миссисипи.
Некоторые историки выделяют два этапа данной внутренней миграции. Во время первого, длившегося примерно с 1910-х по 1930-е годы, на Север переехало порядка 1,6 миллиона человек. Во время этого периода заметным явлением стали кровавые расовые беспорядки, прокатившиеся волной в ряде штатов в течение лета и начале осени 1919 года. Второй этап прошёл с 1940-х по 1970-е годы, в период восстановления экономики страны во время и после Второй мировой войны. В ходе него более 5 миллионов чернокожих, в основном городские жители с высшим образованием или высокой профессиональной квалификацией, переезжали в основном в штаты Запада США, в первую очередь в Калифорнию.
До Великой миграции афроамериканцев в северных штатах проживало лишь 10 % чернокожего населения страны, после неё это число возросло до 47 %.